# Haus zur Krone (Worms)
La Haus zur Krone est située Gaustraße 108 dans le quartier de Neuhausen à Worms,,, en Rhénanie-Palatinat en Allemagne. Elle est protégée au titre de monument culturel,.

## Caractéristiques
Ce bâtiment à trois axes (de) et deux étages est construit dans la seconde moitié du XVIIIe siècle dans un style rococo,. Il sert d'abord de presbytère puis d'auberge,. Sa porte d'entrée est ornée d'un relief qui représente la Cyriakusbrunnen (ou Jakobsbrunnen) de laquelle une femme puise de l'eau pour ses enfants. Cette fontaine se trouvait devant le bâtiment avant d'être retirée au début du XXe siècle,. On lui associait des vertus thaumaturgiques,.
Les tours des fenêtres du rez-de-chaussée sont parés de rocailles. Les angles de la façade sont mis en avant par des pilastres. 